# Bermont
Bavilliers este o comună franceză, situată în departamentul Territoire de Belfort, în regiunea culturală și istorică Franche-Comté și în regiunea Bourgogne-Franche-Comté.
Comuna aparține cantonului Châtenois-les-Forges.
Din 2008, Bermont beneficiază de labelul Petites Cités Comtoises de Caractère.

## Geografie

### Localizare
Satul este așezat pe un pinten calcaros, la o altitudine de 350 m, care domină valea râului Savoureuse, într-un cadru geografic alcătuit atât dintr-o câmpie aluvionară, cât și dintr-o pădure bogată în vânat. Platoul pe care se află localitatea este mărginit la est de șoseaua națională N 437, între Montbéliard (la 15 km) și Belfort (la 7 km), drum dublat de autostrada A36.
La fel ca Belfort, comuna este străbătută de râul Savoureuse, afluent al râului Allaine, al cărui curs urmează valea, precum și de canalul Montbéliard – Haute-Saône.
Canalul Haute-Saône traversează terenurile comunei și trece deasupra râului Savoureuse printr-un pod-canal metalic.

### Comune limitrofe
|                           | Dorans               | Sevenans  |
| Brevilliers (Haute-Saône) |                      | Trévenans |
|                           | Châtenois-les-Forges |           |

### Climă
În 2010, clima comunei era de tip climat montan, conform unui studiu al Centrului Național de Cercetare Științifică bazat pe o serie de date care acoperă perioada 1971-2000. În 2020, Météo-France publică o tipologie a climei din Franța metropolitană în care comuna este expusă unui climat semi-continental și se află în regiunea climatică Vosgi, caracterizată de o pluviometrie foarte ridicată (1.500 până la 2.000 mm/an) în toate anotimpurile și o iarnă aspră (sub 1 °C).
Pentru perioada 1971-2000, temperatura medie anuală este de 9,8 °C, cu o amplitudine termică anuală de 17,5 °C. Cantitatea medie anuală de precipitații este de 1 277 mm, cu 12,8 zile de precipitații în ianuarie și 10,5 zile în iulie. Pentru perioada 1991-2020, temperatura medie anuală observată la stația meteorologică Météo-France cea mai apropiată, situată în comuna Dorans la 1 km distanță, este de 10,9 °C, iar cantitatea medie anuală de precipitații este de 974,0 mm.
Pentru viitor, parametrii climatici estimati pentru comună, pentru anul 2050, conform diferitelor scenarii de emisii de gaze cu efect de seră, pot fi consultati pe un site dedicat publicat de Météo-France în noiembrie 2022.

## Urbanism

### Tipologie
La 1 ianuarie 2024, Bermont este clasificată drept comună rurală cu habitat dispersat, conform noii grile comunale de densitate în șapte niveluri definită de INSEE (Institutul Național de Statistică și Studii Economice) în 2022. Ea se află în afara unei unități urbane. De asemenea, comuna face parte din zona metropolitană a orașului Belfort ca comună de coroană. Această arie, care reunește 91 de comune, este clasificată în categoria ariilor cu o populație cuprinsă între 50.000 și mai puțin de 200.000 de locuitori.

### Utilizarea terenurilor
Ocuparea terenurilor din comună, așa cum reiese din baza de date europeană privind ocuparea biofizică a solurilor Corine Land Cover (CLC), este marcată de predominanța pădurilor și a mediilor semi-naturale (57,6 % în 2018), o proporție aproximativ echivalentă cu cea din 1990 (58,4 %). Repartiția detaliată în 2018 este următoarea: păduri (57,6 %), zone agricole eterogene (20,2 %), zone urbanizate (9,5 %), terenuri arabile (8,5 %), ape continentale (4,3 %). Evoluția ocupării terenurilor în comună și a infrastructurilor sale poate fi observată pe diferitele reprezentări cartografice ale teritoriului: harta Cassini (secolul XVIII), harta de stat-major (1820-1866) și hărțile sau fotografiile aeriene ale IGN pentru perioada actuală (1950 până în prezent).

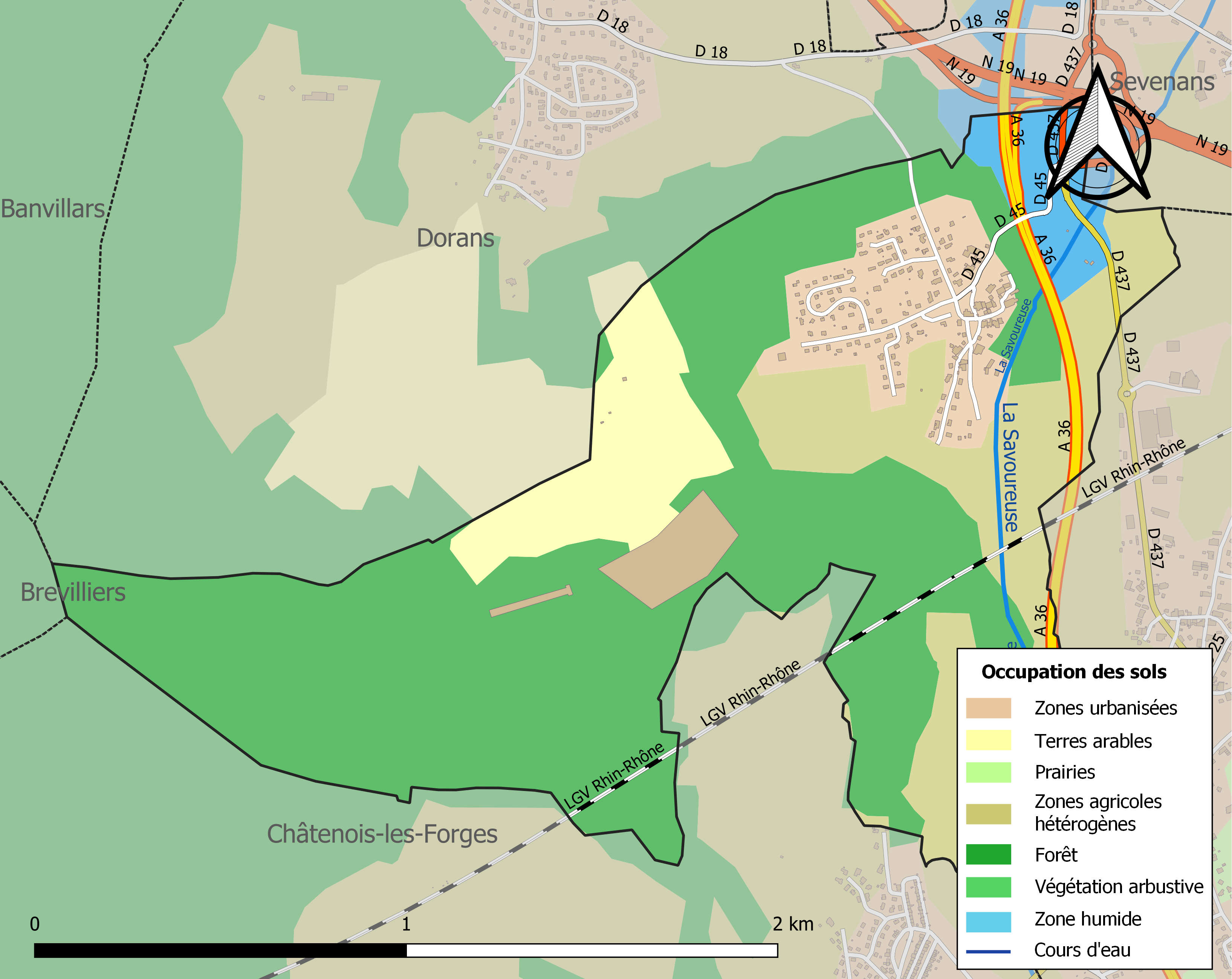
Harta infrastructurii și utilizării terenului a comunei în 2018 (CLC).

## Istorie
Prima mențiune a numelui Bellemonte datează din anul 1147, într-o cartă care confirma prioratului din Lanthenans (Doubs) posesia bisericii.
Din acea perioadă, actuala biserică parohială, dedicată sfântului Laurențiu, păstrează doar o parte a corului – o absidă poligonală în stil romanic. Această clădire, care domină valea râului Savoureuse, reprezintă un reper important pentru utilizatorii locali ai autostrăzii A36.

### Oye
un sat dispărut în timpul Războiului de Treizeci de Ani
Menționat și el în 1147, acest sat, situat între Châtenois și Bermont, număra cinci gospodării în 1573, adică aproximativ 25 de locuitori.
În jurul anului 1633, trupele suedeze au devastat regiunea și în special satul Oye. Locul numit Bois d'Oye, unde se află fortul Bois d'Oye, element al cetății fortificate Belfort, păstrează amintirea vechiului sat.
Toponimie: Oys (1147), Ze Öye (1350), Ogey (1394).
Bermont a fost ocupată de trupele germane din noiembrie 1870 până în martie 1871.

## Populația și societatea

### Date demografice
Evoluția numărului de locuitori este cunoscută prin recensămintele populației efectuate în comuna respectivă începând din 1793. Pentru comunele cu mai puțin de 10 000 de locuitori, un recensământ al întregii populații este realizat la fiecare cinci ani, populațiile legale pentru anii intermediari fiind estimate prin interpolare sau extrapolare. Pentru comuna respectivă, primul recensământ exhaustiv în cadrul noului dispozitiv a fost realizat în 2004.
În 2022, comuna număra 373 locuitori, în creștere cu -6,05 % față de 2016 (Territoire de Belfort: -2,78 %, Franța fără Mayotte: +2,11 %).
| An        | 1793 | 1821 | 1841 | 1856 | 1876 | 1886 | 1901 | 1921 | 1936 | 1962 | 1982 | 2006 | 2014 | 2022 |
| --------- | ---- | ---- | ---- | ---- | ---- | ---- | ---- | ---- | ---- | ---- | ---- | ---- | ---- | ---- |
| Populație | 124  | 88   | 143  | 100  | 87   | 388  | 240  | 215  | 116  | 110  | 226  | 282  | 387  | 373  |

## Cultură locală și patrimoniu

### Locuri și monumente

#### Biserica Sfântul Laurențiu
Primele pietre ale bisericii au fost puse odată cu construirea capelei în secolul al XII-lea, aceasta existând și astăzi și constituind în mare parte corul actualei biserici. Edificiul beneficiază de o arhitectură romanică, după cum o arată prezența unor arcade oarbe cu formă rotunjită. În jurul anului 1100, la capelă i s-a adăugat o navă, care a fost incendiată în timpul Războiului de Treizeci de Ani, apoi reconstruită pe același plan, dar mai lungă, în timpul celui de-al Doilea Imperiu. În 1866, arhitectul Genty a construit o clopotniță ascuțită, ce reflectă influența renană.
În interiorul edificiului pot fi admirate numeroase elemente de interes istoric:
- orga, instalată în 1871 de către constructorii de orgi Verschneider și Krempf din Reinerurg (Moselle) ;
- vitraliile din 1831, fabricate și montate de Maison Janin din Nancy ;
- cele două clopote din bronz, datând din 1778 (cel mai mare fiind înscris în inventarul monumentelor istorice în 1929) ;
- tabloul Sfântului Laurențiu, pictat în 1927 de pictorul Giulio Pastini.

Datorită caracterului său distinct, biserica a fost înscrisă în 1997 pe lista Monumentelor Istorice.